# You Haven’t Seen the Last of Me
„You Haven’t Seen the Last of Me” to ballada popowa stworzona na ścieżkę dźwiękową Burlesque: Original Motion Picture Soundtrack (2010). Wykonywany przez amerykańską piosenkarkę Cher oraz wyprodukowany przez Matta Serletica, utwór wydany został jako drugi singel promujący krążek, najpierw w postaci promo w grudniu 2010, a następnie w oficjalnej, fizycznej formie styczniem 2011 roku. W 2010 kompozycja została wyróżniona nagrodą Złotego Globu w kategorii najlepsza piosenka, a w 2012 zyskała nominację do nagrody Grammy jako najlepsza piosenka napisana dla mediów wizualnych.
Piosenka została doceniona przez krytykę, przez co uzyskała wiele innych prestiżowych nagród muzycznych. Była ponadto notowana na kilku nierzutujących listach przebojów dookoła świata. W październiku 2013, trzy lata po swojej premierze, singel uplasował się w australijskim notowaniu ARIA Top 100 Singles, na miejscu dziewięćdziesiątym pierwszym.

## Informacje o utworze
"You Haven’t Seen the Last of Me” nagrywano w 2010 roku. Piosenkę uwzględniono na amerykańskiej edycji specjalnej (a zarazem światowej edycji standardowej) dwudziestego piątego albumu studyjnego Cher Closer to the Truth. Album wydano we wrześniu 2013 roku.

## Wydanie singla
Utwór, w oryginalnej, albumowej wersji, wyciekł do sieci wczesną jesienią, mniej więcej w tym samym czasie, co inna kompozycja z Burlesque OST − „But I Am a Good Girl” w wykonaniu Christiny Aguilery. Pod koniec listopada 2010 w Internecie pojawiło się dziesięć remiksów utworu, których autorami byli Dave Audé, StoneBridge oraz remikserzy z wytwórni Almighty Records. Wersje remiksowe przeznaczone zostały do użytku didżejskiego. 10 grudnia udostępniono je w formacie digital download w Stanach Zjednoczonych. 14 grudnia odbyła się premiera promo singla, w styczniu 2011 − oficjalna premiera maxi-singla CD. Remiksy piosenki spotkały się ze znaczną popularnością w amerykańskich klubach, co przełożyło się na sukces komercyjny remiksowego promo. „You Haven’t Seen the Last of Me” notowany był na liście Billboard Hot Dance Club Songs, gdzie zajął jako szczytną pozycję #1. Styczniem 2011 utwór objął miejsce dziewiąte na liście przebojów singlowych Białorusi, a w kwietniu także pozycję #5 w oficjalnym notowaniu najlepiej sprzedających się singli w Hongkongu. 25 października 2013, trzy lata po swojej premierze, singel ulokował się na pozycji dziewięćdziesiątej pierwszej australijskiego notowania ARIA Top 100 Singles. Powodem niespodziewanego debiutu piosenki na liście było wydanie albumu Cher Closer to the Truth.

## Recenzje
Ballada została doceniona przez znaczną ilość krytyków muzycznych, między innymi w recenzjach czasopism Slant Magazine i New York Daily News oraz serwisu AllMusic. Marek Michalak, recenzent portalu Tuba.pl, pisał o „You Haven’t Seen the Last of Me” jako o „kawałku naładowanym emocjami, mocnym i pięknie wykonanym przez Cher”.

## Promocja
23 grudnia 2010 w sieci pojawiły się teasery wideoklipów do utworów „You Haven’t Seen the Last of Me” i „Bound to You”, złożone ze scen z filmu Burleska (Burlesque, 2010). Teaser pierwszego z klipów trwał dwie minuty i szesnaście sekund. Ostatecznie żadna z ballad nie była promowana oficjalnym teledyskiem. Od momentu wydania Burlesque OST Cher wykonywała utwór tylko na swojej szóstej trasie koncertowej „Dressed to Kill Tour” w 2014 roku.

## Lista utworów singla
Amerykańskie promo CD złożone z remiksów
1. „You Haven’t Seen the Last of Me” (Almighty Club Mix) − 7:13
2. „You Haven’t Seen the Last of Me” (Almighty Dub) − 7:16
3. „You Haven’t Seen the Last of Me” (Almighty Radio Edit) − 3:36
4. „You Haven’t Seen the Last of Me” (Dave Audé Club Mix) − 7:16
5. „You Haven’t Seen the Last of Me” (Dave Audé Dub) − 6:27
6. „You Haven’t Seen the Last of Me” (Dave Audé Radio Edit) − 4:00
7. „You Haven’t Seen the Last of Me” (StoneBridge Club Instrumental) − 6:50
8. „You Haven’t Seen the Last of Me” (StoneBridge Club Mix) − 6:52
9. „You Haven’t Seen the Last of Me” (StoneBridge Dub) − 5:33
10. „You Haven’t Seen the Last of Me” (StoneBridge Radio Edit) − 3:52

## Remiksy utworu
(Sekcja nie uwzględnia remiksów wymienionych powyżej)
- Johnny Vicious Club Remix
- Johnny Vicious Dub
- Johnny Vicious Preve Remix
- Johnny Vicious Warehouse Remix
- Johnny Vicious Warehouse-A-Pella
- Johnny Vicious Warehouse Acapella
- Johnny Vicious Warehouse Instrumental

## Nagrody i wyróżnienia
| Rok  | Ceremonia                           | Nagroda                                           | Rezultat  |
| ---- | ----------------------------------- | ------------------------------------------------- | --------- |
| 2010 | Satellite Awards                    | najlepsza piosenka                                | Wygrana   |
| 2010 | Houston Film Critics Society Awards | najlepsza piosenka                                | Nominacja |
| 2010 | Phoenix Film Critics Society Awards | najlepsza piosenka                                | Wygrana   |
| 2011 | Golden Globe Awards                 | najlepsza piosenka                                | Wygrana   |
| 2011 | Critics' Choice Awards              | najlepsza piosenka                                | Nominacja |
| 2011 | Inoca Awards                        | najlepsza piosenka                                | Nominacja |
| 2011 | World Soundtrack Awards             | najlepszy utwór napisany do filmu                 | Nominacja |
| 2012 | Grammy Awards                       | najlepsza piosenka napisana dla mediów wizualnych | Nominacja |

## Pozycje na listach przebojów
| Kraj              | Notowanie (2011/2013)  | Wydawca          | Najwyższa pozycja |
| ----------------- | ---------------------- | ---------------- | ----------------- |
| Australia         | Top 100 Singles        | ARIA Charts      | 91                |
| Białoruś          | Official Singles Chart | IFPI             | 9                 |
| Brazylia          | Dance/Club Chart       | Billboard Brasil | 3                 |
| Hongkong          | Top 20 Singles         | IFPI             | 5                 |
| Indonezja         | Official Singles Chart | LIMA             | 11                |
| Rosja             | Official Airplay Chart | Tophit           | 154               |
| Stany Zjednoczone | Hot Dance Club Songs   | Billboard        | 1                 |
| Tajwan            | Top 50 Singles         | RIT              | 2                 |

## Historia wydania
| Region            | Data            | Format                                      | Wytwórnia                |
| ----------------- | --------------- | ------------------------------------------- | ------------------------ |
| Stany Zjednoczone | 10 grudnia 2010 | digital download (promo złożone z remiksów) | RCA Records              |
| Stany Zjednoczone | 14 grudnia 2010 | promo CD                                    | RCA Records              |
| Stany Zjednoczone | styczeń 2011    | singel CD                                   | RCA Records              |
| Polska            | 6 stycznia 2011 | airplay                                     | Sony Music Entertainment |